# Fodina intermedia
Fodina intermedia är en fjärilsart som beskrevs av Embrik Strand 1921. Fodina intermedia ingår i släktet Fodina och familjen nattflyn. Inga underarter finns listade i Catalogue of Life.